# Municipio de Lincoln (Ohio)
El municipio de Lincoln (en inglés: Lincoln Township) es un municipio ubicado en el condado de Morrow en el estado estadounidense de Ohio. En el año 2010 tenía una población de 2063 habitantes y una densidad poblacional de 34,79 personas por km².

## Geografía
El municipio de Lincoln se encuentra ubicado en las coordenadas 40°27′36″N 82°50′55″O / 40.46000, -82.84861. Según la Oficina del Censo de los Estados Unidos, el municipio tiene una superficie total de 59.3 km², de la cual 59,28 km² corresponden a tierra firme y (0,02 %) 0,01 km² es agua.

## Demografía
Según el censo de 2010, había 2063 personas residiendo en el municipio de Lincoln. La densidad de población era de 34,79 hab./km². De los 2063 habitantes, el municipio de Lincoln estaba compuesto por el 97,92 % blancos, el 0,34 % eran afroamericanos, el 0,05 % eran amerindios, el 0,05 % eran isleños del Pacífico, el 0,48 % eran de otras razas y el 1,16 % eran de una mezcla de razas. Del total de la población el 1,11 % eran hispanos o latinos de cualquier raza.